# Bajur (Labu Api)
Bajur is een bestuurslaag in het regentschap West-Lombok van de provincie West-Nusa Tenggara, Indonesië. Bajur telt 8225 inwoners (volkstelling 2010).